# Iglesia de la Santísima Trinidad (Lickey)
La iglesia de la Santísima Trinidad, de Lickey es una iglesia parroquial  de la Iglesia de Inglaterra situada en Lickey, Worcestershire.

## Historia
La primera piedra fue colocada el 16 de mayo de 1855 por Robert Windsor-Clive (Miembro del Parlamento Británico). Fue construida como una capilla auxiliar de la Iglesia de San Juan Bautista de Bromsgrove. El arquitecto fue Henry Day de Worcester y el contratista fue John Robinson de Redditch. 
La iglesia fue consagrada el 6 de junio de 1856 por el obispo de Worcester.
La iglesia fue ampliada entre 1893 y 1894 por Alfred Reading de Birmingham cuando se amplió el arco del presbiterio para una nueva cámara de órgano y sacristía. La sacristía fue construida en 1898 y ampliada en 1970. 
La iglesia comenzó a ser una misión en Rubery. En 1933, parte de la parroquia fue tomada para formar la nueva parroquia de la Iglesia de San Chad, Rubery. 

## Órgano
El órgano fue construido por Jon Nicholson e instalado en 1856. Se puede encontrar una especificación del órgano en el Registro Nacional de Órganos de tubos.

## Cementerio
Herbert Austin, primer barón Austin, el diseñador y constructor de automóviles que fundó Austin Motor Company, vivía en la cercana Lickey Grange y está enterrado en el cementerio. 